# ジョージフィッシャー (企業)
ジョージフィッシャー（独: Georg Fischer AG）は、工業用途の配管関連製品や、工作機械の製造・販売を行うメーカー。通称はGF。スイス・シャフハウゼンに本拠を置き、世界50カ国以上で事業を展開する。日本法人はジョージフィッシャー株式会社およびGFマシニングソリューションズ株式会社。スイス証券取引所上場企業（SIX: FI-N）。

## 沿革
ジョージフィッシャーの設立は1802年6月、Johann Conrad Fischerがシャフハウゼン郊外の水駆動工場を買収し、銅精錬工場として利用の上、合金の開発に着手したことに端を発する。1864年、孫のジョージフィッシャー2世がシャフハウゼンの工場を取得し、ヨーロッパで初めて可鍛鉄による商業用のパイプコネクタ鋳造を開始した。1895年、関税障壁を回避するためドイツ南西部のジンゲン（Singen）に工場を増設、翌1896年に株式会社となった。1902年にゲオルク・フィッシャー三世（1864–1925）が経営から退いて、メインバンクの支配力が高まった。1903年に現在まで続く企業ロゴが制定された。
戦間期には会長エルンスト・ホムベルガー（Ernst Jakob Homberger, 1869–1955）がリーダーシップをとった。1929年、軍士官ユリウス・ビューラー（Julius Bührer）が社長となり、また購入権を既存の株主に限定した記名式の黄金株が導入された。黄金株は普通株の5倍の議決権を持つが、譲渡には取締役会の承認を要した。1933年にイギリスのブリタニア鉄鋼社（Iron and Steel Works in Bedford）を買収した。1940年まではブリストル飛行機やロールス・ロイス両社向け生産など連合国向けの工作機械供給が目立った。1941年にドイツとスイスの二国開通商協定が発効してからは、ナチスドイツ支配地域向け生産を中心に生産を拡大した。鋳造機械では、フィアット向けの販売が目立つ。協定によって、ジョージフィッシャーはドイツから、終戦時までに4765トンの粗鋼・金属材料の供給を受けた。
1937年1月末以来ナチの圧力を受けてきたジンゲン工場は戦後に解放されたが、本格的な回復は1947年以降にずれ込んだ。
1955年に元会長エルンストが死亡、息子ハンス（Hans Homberger）がインターナショナル・ウォッチ・カンパニーを承継した。1957年にプラスチック製パイプの製造が開始され主要事業に成長、1960年代に海外生産が国内生産を上回った。1976年にアメリカ・カリフォルニア州・アナハイム郊外のタスティンに米国法人を設立、南北アメリカ市場の要としたのち、1987年に同州のエルモンテを拠点とするSignet Scientificを買収した。1980年代以降事業の選択と集中に伴う組織の再編成が行われ、1982年に織機事業をスルザーに売却したのをはじめ、旋盤機械事業などそれまで行われていた事業が売却・整理され、1990年に持株会社制に移行した。
2000年にプラントエンジニアリング部門がCoperion GmbHの名称で独立し、現在はパイプシステム事業を行うGFパイピングシステムズ（GF Piping Systems）、自動車業界向けの軽量鋳造部品を中心に製造するGF Automotive、工具及び金型加工や高精度コンポーネント製造業者向けの工作機械を扱うGFマシニングソリューションズ（GF Machining Solutions）の3部門をコアビジネスとしている。1983年にジュネーヴに拠点を置く工作機械メーカーを買収しシャルミー（Charmilles Technologies S.A.）の名称で子会社化、1996年にはスイス南部のティチーノ州に拠点を置く工作機械メーカーのアジエ（Agie S.A.）を買収した上で、アジエ・シャルミー（Agie Charmilles Holding AG）の名称でリブランド化、2001年、スウェーデン・ストックホルムに本拠を持つ加工機器メーカーのシステム・スリーアール（System 3R International AB）を買収しアジエ・シャルミーの傘下企業とした。
2014年1月、アジエ・シャルミーをGFマシニングソリューションズに統合した。

## 日本法人
日本では「ジョージフィッシャー株式会社（Georg Fischer Ltd）」と「GFマシニングソリューションズ株式会社（GF Machining Solutions Ltd）」の2法人がビジネスを展開している。
- ジョージフィッシャー株式会社は、GFパイピングシステムズの組織下にあり、1985年にクボタとの合弁で大阪に設立された「クボタ・ジョージフィッシャー株式会社」に端を発する。2002年、ジョージフィッシャーの出資率引き上げに伴い社名を現行に変更した[8]。継手、バルブ、計測機器や配管材料を販売し、大阪（堂島）に本社を持つほか、東京と福岡市に支店を持つ。
- GFマシニングソリューションズ株式会社は、シャルミーブランドの日本法人である「シャルミージャパン」が1987年に設立されたことに端を発し、2002年にアジエ日本と統合の上「株式会社アジエ・シャルミー・ジャパン」へと社名変更、2014年7月、現在の社名に変更した[9]。2015年1月、システム・スリーアールの日本法人であるシステム・スリーアール日本を吸収合併した[10]。ミーリングマシンや放電加工機などの工作機械を販売し、横浜市に技術センターを持つほか、大阪・名古屋・東京に支店を持つ。